# 호오리
호오리노미코토(火遠理命)는 일본 신화에 등장하는 인물이다. 니니기의 3남(막내아들)로 태어났다. 일반적으로 야마사치히코(山幸彦) 또는 아마쓰히코히코호호데미노미코토(天津日高日子穂穂手見命)의 이름으로 알려져 있다.
조수 신의 딸 도요타마와 결혼하여 진무 천황의 아버지인 우가야후키아에즈를 낳는다.
아버지는 니니기이고 어머니는 고노하나노사쿠야비메이다.

## 가족관계
- 부친: 니니기
- 모친: 고노하나노사쿠야비메
  - 1남: 우가야후키아에즈 - 호오리노미코토(야마사치히코)의 외아들

| 전 임 니니기 | 제2대 일본 신대 통치 | 후 임 우가야후키아에즈 |